# Văn Hỷ
Văn Hỷ (chữ Hán giản thể: 闻喜县, âm Hán Việt: Văn Hỷ huyện) là một huyện thuộc địa cấp thị Vận Thành, tỉnh Sơn Tây, Cộng hòa Nhân dân Trung Hoa. Huyện Văn Hỷ có diện tích 1160 km², dân số năm 2002 là 380.000 người. Mã số bưu chính là 043800, mã vùng điện thoại là 0359. Huyện Văn Hỷ có 7 trấn và 13 hương.
- Trấn: Thành Quan, Quách Gia Trang, Đông Trấn, Lễ Nguyên, Ao Để, Tiết Điếm, Hà Để.
- Hương: Hạ Dương, Lĩnh Tây Đông, Tây Quan Trang, Thần Bách, Tửu Vụ Đầu, Thạch Môn.